# Hans-Jürgen Möller

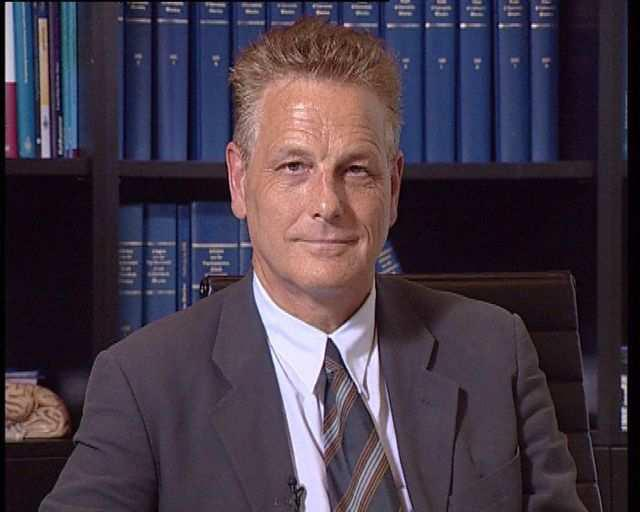
Hans-Jürgen Möller

Hans-Jürgen Möller (* 15. Juli 1945 in Goldenstedt) ist ein deutscher Psychiater sowie ehemaliger Professor (Lehrstuhlinhaber) für Psychiatrie an der Universitätsklinik für Psychiatrie und Psychotherapie der Ludwig-Maximilians-Universität München und Ärztlicher Direktor der Klinik. Seit 2012 dort Prof. emeritus.

## Leben
Möller absolvierte das Studium der Medizin in Göttingen und Hamburg, wo er mit dem medizinischen Staatsexamen und Dissertation zum Dr. med. das Studium 1971 abschloss. Die Weiterbildung zum Facharzt für Psychiatrie und Psychotherapie und die wissenschaftliche Ausbildung erfolgte am Max-Planck-Institut für Psychiatrie in München. 1980 Habilitation (Dr. med. habil.) und Erwerb der venia legendi an der Technischen Universität München. Von 1981 bis 1988 war er außerordentlicher Professor für das Fach Psychiatrie an der Technischen Universität München, von 1988 bis 1994 ordentlicher Professor für Psychiatrie und Direktor der Psychiatrischen Klinik der Universität Bonn. Von 1994 bis 2012 war Möller ordentlicher Professor für Psychiatrie an der Ludwig-Maximilians-Universität München und Direktor der Psychiatrischen Klinik der Ludwig-Maximilians-Universität München.
Von 1996 bis 2011 war Möller Mitglied im Wissenschaftlichen Beirat für das Sanitätswesen der Bundeswehr. Seit 2020 ist Möller Mitglied der European Academy of Sciences and Arts.

## Werk
Möllers Forschungsschwerpunkte sind die Methodik klinisch-psychiatrischer Forschung, psychiatrische Klassifikation und Diagnostik, biologische Psychiatrie und klinische Psychopharmakologie, Neurobiologie und Verlauf der schizophrenen, affektiven und dementiellen Erkrankungen.
Er ist Autor oder Co-Autor von mehr als 1300 wissenschaftlichen Aufsätzen in nationalen und internationalen Fachzeitschriften (Hirsch-Faktor 168), Zitationsindex 112320 (siehe Google Scholar). Er gehört seit 2014 weltweit zu den 1 % Wissenschaftlern seines Fachgebietes mit den meisten zitierten Publikationen (Thompson-Reuters). Er ist Autor oder Herausgeber von mehreren Fachbüchern, unter anderem von Lehrbüchern der Psychiatrie und der Psychopharmakologie. Er war Chief Editor der Zeitschrift European Archives of Psychiatry and Clinical Neuroscience sowie Mitherausgeber der Zeitschriften Nervenarzt und Psychopharmakotherapie, die er mit Gerd Laux und Walter Müller gegründet hat. Möller ist Mitglied des Herausgeberkollegiums mehrerer nationaler und internationaler Zeitschriften, unter anderem des World Journal of Biological Psychiatry, dessen ehemaliger Chief Editor (2000–2009) er war und das er 2000 gegründet hat.
Möller ist Mitglied und war im Vorstand sowie Präsident zahlreicher nationaler und internationaler Fachgesellschaften. Im deutschen Sprachraum war er von 1992 bis 2000 Vorsitzender der Arbeitsgemeinschaft für Methodik und Dokumentation in der Psychiatrie (AMDP), von 1991 bis 1995 Präsident der Deutschen Gesellschaft für Biologische Psychiatrie (DGBP), von 1995 bis 1999 Vorsitzender der Arbeitsgemeinschaft für Neuropsychopharmakologie (AGNP).
Im internationalen Bereich war er von 1992 bis 2000 Member of the Board of Directors of the International Psychogeriatric Association. Von 2010 bis 2012 war er Präsident des Collegium Internationale Neuro-Psychopharmacologicum (CINP). Von 2009 bis 2010 war er Präsident der European Psychiatric Association (EPA). Von 2008 bis 2014 war er Vorsitzender der Sektion Pharmakopsychiatrie der World Psychiatric Association (WPA). Von 1997 bis 2001 war Möller Präsident, jetzt ist er Ehrenpräsident der World Federation of Societies of Biological Psychiatry (WFSBP). Möller ist Vorsitzender des Stiftungsrats der Stiftung VERUM und Vorsitzender der Pesl-Alzheimer-Stiftung.

## Rechtliche Auseinandersetzung
Der breiten Öffentlichkeit wurde Möller als Privatgutachter aufgrund eines Rechtsstreits mit dem Münchner Teppichkunsthändler Eberhart Herrmann bekannt. Möller wurde zunächst 2008 vom Landgericht München I aufgrund einer Verletzung der ärztlichen Schweigepflicht zur Zahlung eines Schmerzensgelds von 5000 Euro an Herrmann verurteilt, wogegen beide in Berufung gingen. 2010 wurde er schließlich vom Oberlandesgericht München wegen „Eingriffs in das allgemeine Persönlichkeitsrecht“ Herrmanns zur Zahlung von Schmerzensgeld in Höhe von 15.000 Euro und Ersatz aller auf der Rechtsverletzung beruhenden materiellen Schäden verurteilt; die Revision wurde nicht zugelassen.

## Auszeichnungen
- 1980: Hermann-Simon-Preis der Deutschen Gesellschaft für Psychiatrie, Psychotherapie und Nervenheilkunde (DGPPN)
- 2008: Jean Delay Prize der „World Psychiatric Association“ (WPA)
- 2008: Wagner-Jauregg-Medaille der Österreichischen Gesellschaft für Neuropsychopharmakologie und Biologische Psychiatrie (ÖGPB) Wien
- 2009: Lifetime Achievement Award der „World Federation of Societies of Biological Psychiatry“ (WFSBP)
- 2009: Aristoteles-Medaille der International Society of Neuropsychiatry (ISNP) in Verbindung mit der Aristoteles-Universität Thessaloniki/Griechenland
- 2009: Ehrendoktorwürde der Universität Victor Babeș, Timișoara/Rumänien
- 2010: Ehrendoktorwürde der Universität Cluj-Napoca/Rumänien
- 2011: Ehrenprofessorwürde der Universität Lima/Peru
- 2011: Ehrendoktorwürde der Aristoteles-Universität Thessaloniki
- 2012: Prinzhorn Medaille der Deutschen Gesellschaft für Kunst und Psychopathologie des Ausdrucks (DGPA)
- Seit 2016 Adjunct Professor der Medizinischen Universität Wien
- 2018: Pioneer Award des Collegium Internationale Neuropsychopharmacologicum (CINP)
- 2020: Viktor-Frankl-Preis der Stadt Wien
- Ehrenmitgliedschaft zahlreicher nationaler und internationaler psychiatrischer Fachgesellschaften, u. a. der World Psychiatric Association (WPA), der European Psychiatric Association (EPA), der World Federation of Societies of Biological Psychiatry (WFSBP)

## Publikationen
- Hans-Jürgen Möller, Gerd Laux, Arno Deister: Psychiatrie, Psychosomatik, Psychotherapie. 6. Auflage, Georg Thieme Verlag 2015
- Hans-Jürgen Möller, Gerd Laux, Hans-Peter Kapfhammer (Hrsg.): Psychiatrie, Psychosomatik, Psychotherapie, 4 Bd. 5. Aufl. Springer Verlag 2017
- Peter Falkai, Gerd Laux, Arno Deister, Hans-Jürgen Möller: Psychiatrie, Psychosomatik und Psychotherapie. 7. Auflage, Georg Thieme Verlag 2021
- Joseph Zohar, Pierre Blier, Stephan Stahl, Hans-Jürgen Möller, David Kupfer et al.  NbN 2R NEUROSCIENCE based NOMENCLATURE. 2. edition - revised.  European College of Neuropsychopharmacology 2018
- George Alexopoulos, Siegfried Kasper, Hans-Jürgen Möller, Carmen Moreno: Guide to Assessment Scales in Major Depressive Disorder. Springer International Publishing 2014
- Treatment Guidelines der World Federation of Societies of Biological Psychiatry, WFSBP guidelines zu verschiedenen psychiatrischen Erkrankungen. Sie wurden von Möller initiiert und er ist bei den meisten Co-Autor oder Senior-Autor (siehe genauere Hinweise auf der Homepage der WFSBP).
- Verzeichnis zahlreicher deutscher und aller englischen Publikationen unter Moeller, Hans-Juergen in Google Scholar